# Malcolm Bradbury
Malcolm Stanley Bradbury (Sheffield, 7 de septiembre de 1932-Norwich, 27 de noviembre de 2000) fue un autor y profesor británico.

## Biografía

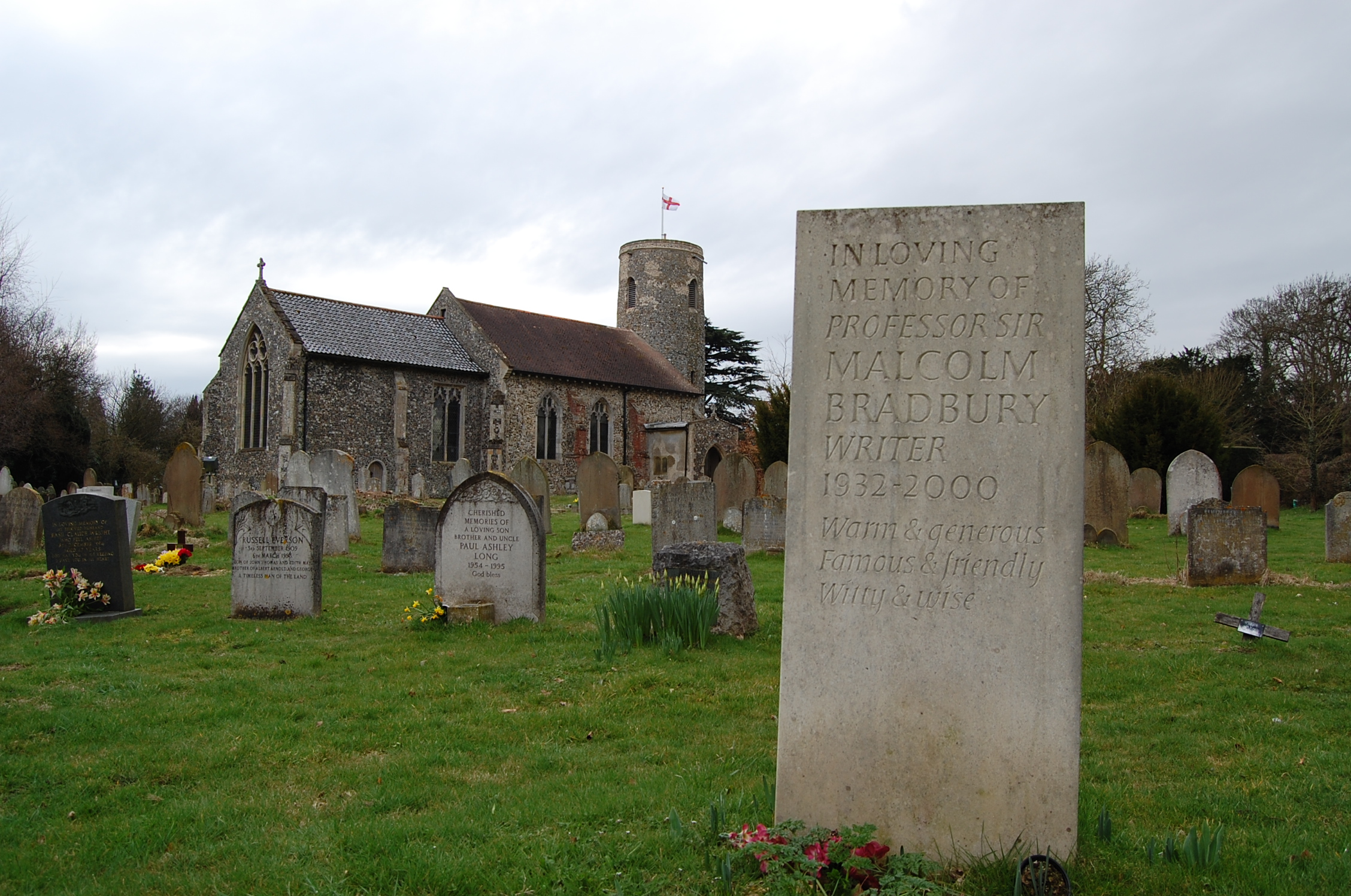
La tumba de Malcolm Bradbury Tumba en la iglesia de Saint Mary; Tasburgh, Norfolk

Bradbury nació en Sheffield, el hijo de un guardavías. Su familia se mudó a Londres en 1935, pero regresó  a Sheffield en 1941 con su hermano y su madre. La familia se mudó posteriormente a Nottingham y en 1943 Bradbury asistió a la Escuela de Gramática de Bridgford Occidental, donde permaneció hasta 1950. Dio cátedra de inglés en la Universidad de Leicester y obtuvo un grado de primera clase en inglés en el año de 1953. Continuó sus estudios en el Queen Mary College de la Universidad de Londres, donde obtuvo su grado de MA en 1955. Entre 1955 y 1958 Bradbury enseñó en la Universidad de Mánchester y en la Universidad de Indiana en los Estados Unidos. Regresó a Inglaterra en 1958 para operarse el corazón; dado su estado médico, no se esperaba que pasara de la mediana edad. En 1959, mientras estaba en el hospital,  completó su primera novela, Eating People is Wrong (en español, "Comer personas está mal").
Bradbury contrajo matrimonio con Elizabeth Salt y tuvieron dos hijos. Aceptó su primer puesto de enseñanza como tutor de educación para adultos en la Universidad de Hull. Con su estudio acerca de Evelyn Waugh en 1962, Bradbury inició formalmente su carrera de escritor y editor. De 1961 a 1965 enseñó en la Universidad de Birmingham. Completó su doctorado en estudios americanos en la Universidad de Mánchester en 1962 y después se cambió a la Universidad de Anglia del Este (su segunda novela, Stepping Westward, fue publicada en 1965), donde se desempeñó como profesor de Estudios Americanos en 1970 y lanzó el curso de la Maestría en Escritura Creativa, al cual asistieron Ian McEwan y Kazuo Ishiguro. Publicó Possibilities: Essays on the State of the Novel en 1973, The History Man en 1975, Who Do You Think You Are? en 1976, Rates of Exchange en 1983 y Cuts: A Very Short Novel en 1987. Se retiró de la vida académica en 1995.
Bradbury recibió el título de Comendador de la Orden del Imperio británico en 1991 por sus servicios a la literatura y fue hecho un Knight Bachelor en el New Year Honours 2000, también por sus servicios a literatura.
Bradbury murió en el hospital Colman en Norwich. Fue sepultado el 4 de diciembre de 2000 en el en atrio de la iglesia parroquial de St Mary en Tasburgh. Aunque él no fue un creyente religioso ortodoxo, respetó las tradiciones y el papel sociocultural de la Iglesia de Inglaterra y disfrutó visitando iglesias en el espíritu del poema de Philip Larkin "Church going".

## Obras
Bradbury fue un productivo escritor académico así como un exitoso profesor; un experto en la novela moderna,  publicó libros acerca de Evelyn Waugh, Saul Bellow y E. M. Forster, así como ediciones de clásicos modernos como El gran Gatsby de F. Scott Fitzgerald, así como varias encuestas y manuales de ficción moderna, tanto británica como estadounidense. Sin embargo, es mejor conocido como novelista. Aunque a menudo es comparado con su contemporáneo David Lodge, un amigo que también ha escrito novelas de campus, los libros de Bradbury son considerados generalmente con un tono más obscuro y menos lúdico tanto en estilo como en lenguaje. En 1986 escribió el libro humorístico titulado "Why come to Slaka?" ("¿Por qué venir a Slaka?"), una parodia de las guías de viaje, acerca de Slaka, un país ficticio en Europa oriental, que es el escenario de su novela "Rates of Exchange" ("Tasas de intercambio"), una novela de 1983 nominada para el Premio Booker.
También escribió extensamente para la televisión, incluyendo guiones de series como Anything More Would Be Greedy, The Gravy Train Goes East (en la que se exploraba la vida en el país ficticio de Slaka), y en la adaptación de varias novelas como Blott on the Landscape y Porterhouse Blue de Tom Sharpe, Imaginary Friends de Alison Lurie  y The Green Man de  Kingsley Amis. El último guion televisivo que escribió fue para la quinta temporada de Dalziel and Pascoe, producido por Andy Rowley. El episodio "Foreign Bodies" fue emitido en BBC One el 15 de julio de 2000.
Su trabajo era humorístico e irónico, se burlaba de la academia, la cultura británica, y el comunismo, usualmente con un tono picaresco.

### Ficción

#### The History Man
La novela más conocida de Bradbury, The History Man, publicada en 1975, es una sátira obscura de la vida académica en las universidades "de vidrio y acero" - las universidades británicas establecidas en la década de los 60 que siguieron a sus predecesoras de ladrillos. En 1981 la novela fue adaptada a una serie de televisión de la BBC. El protagonista es el hipócrita Howard Kirk, un profesor de sociología en la ficticia Universidad de Watermouth.

#### Cuts
Cuts fue comisionada por Hutchinson como parte de su serie de novelas en 1987. Usó varios juegos de palabras en la palabra "cuts" (cortes) para burlarse de los valores de la Gran Bretaña Thatcherista en 1986 y el mundo del drama televisivo en el que Bradbury se había visto envuelto después de la adaptación de The History Man (por Christopher Hampton). Bradbury criticó el filisteísmo de los ejecutivos de la televisión que intentaron capturar el mercado de Brideshead Revisited y The Jewel in the Crown a un costo imposiblemente bajo. También exploró la baja estima en la que los escritores se encontraban en la jerarquía de la producción de televisión.